# Idiostrangalia shimomurai
Idiostrangalia shimomurai is een keversoort uit de familie van de boktorren (Cerambycidae). De wetenschappelijke naam van de soort werd voor het eerst geldig gepubliceerd in 1985 door Ohbayashi N. & Takahashi.